# Religija u Kazahstanu
Religija u Kazahstanu je važan dio kazahstanskoga društva. Većina stanovnika Kazahstana tradicionalno su suniti škole hanefijskoga mezheba, uključujući etničke Kazake, koji čine oko 63,6% stanovništva, kao i etničke Uzbeke, Ujgure i Tatare. Manje od 1% dio stanovništva su šijiti i pripadnici škole šafijskoga mezheba (prvenstveno Čečeni). Postoji ukupno 2300 džamija, sve su povezane s "duhovnim Udruženjem muslimana Kazahstana", pod vodstvom vrhovnog muftije. Kurban-bajram priznat je kao nacionalni blagdan. 
Manje od 25% stanovništva Kazahstana čine pripadnici Ruske pravoslavne crkve, tradicionalno uključujući etničke Ruse, Ukrajince i Bjeloruse. Druge kršćanske skupine uključuju rimokatolike, protestante (baptisti, prezbiterijanci luterani, pentekostalci, metodisti, menoniti i adventisti), Jehovine svjedoke i mormone. Ima ukupno 265 pravoslavnih crkvi, 93 rimokatoličke crkve i 543 protestantskih crkvi i molitvenih kuća. Božić, prema julijanskom kalendaru, priznaje se kao nacionalni blagdan u Kazahstanu.
Ostale vjerske registrirane skupine uključuju Židove, Bahá'í vjere, hinduizam, budizam, scijentološke crkve i Crkvu ujedinjenja.
Zemlja je multietnička, s dugom tradicijom tolerancije i sekularizma. Sovjetsko je doba promicalo ateizam. Od neovisnosti, broj džamija i crkvi uvelike je porastao. Međutim, stanovništvo je ponekad oprezno prema manjinskim vjerskim skupinama i skupinama koje propovijedaju. Najbolje su prihvaćene tradicionalne vjere - islam, rusko pravoslavlje, katoličanstvo i judaizam. 

## Vjerska struktura
Procjene koje navodi CIA za 2009. godinu govore o sljedećem vjerskom sastavu:
- muslimani 70,2%
- kršćani 26,2% (uglavnom ruski pravoslavci; ukrajinski pravoslavci
- ostali 0,2%
- ateisti 2,8%
- nespecificirano 0,5%

## Galerija
- Širenje kršćanstva u Europi i na Sredozemlju.
- Europa u doba velike podjele 1054. godine.
- Religija u Europi, na Sredozemlju i na Bliskom Istoku 1100.
- Religije u Europi 1560.